# Cốt khí
Cốt khí hay còn gọi đoản kiếm trắng (danh pháp khoa học: Tephrosia candida) là một loài thực vật có hoa trong họ Đậu. Loài này được (Roxb.) DC. miêu tả khoa học đầu tiên.